# سيرجيو بيتر
سيرجيو بيتر (بالألمانية: Sergio Peter) من مواليد 12 أكتوبر 1986 ، لاعب كرة قدم ألماني.
و هو يلعب مع نادي بلاكبيرن روفرز الإنجليزي.

## روابط خارجية
- سيرجيو بيتر على موقع قاعدة بيانات كرة القدم.إي يو (الإنجليزية)
- سيرجيو بيتر على موقع بيانات كرة القدم. دي إي (الألمانية)
- سيرجيو بيتر على موقع Soccerbase.com (لاعب) (الإنجليزية)
- سيرجيو بيتر على موقع عالم كرة القدم.نت (الإنجليزية)
- سيرجيو بيتر على موقع كووورة